# Trufa (műfaj)
A trufa humoros, prózai, orális műfaj. Az olasz truffa ’csínytevés, kópéság, tréfás történet’ szóból ered. A magyar irodalomban a kifejezést elsőként Benczédi-Székely István használta, aki a 16. században egy Mátyás királyról szóló tréfás történetét az „e’ féle trufai sokak vadnak még Matiás királnak” szavakkal zárta. 